# Берш (риба)
Берш, судак волзький (Sander volgensis) — вид риб родини окуневих, роду судак.

## Зовнішній вигляд
Відрізняється від судака тим, що у нього на нижній щелепі відсутні ікла і предкришка повністю покрита лускою. Розміри берша менші, ніж судака: він досягає довжини 45 см і ваги 1,2—1,4 кг.

## Поширення
Берш живе в річках Каспійського, Азовського і Чорного морів, головним чином у нижній та середній течіях. Переважно це прісноводна риба низов'їв рік, але виходить і в Каспійське море. За Волзі піднімається досить високо, є в Шексні, Белоозере, Камі, Дніпрі. Берш досить звичайний у південних водосховищах: Цимлянському, Волгоградському, Куйбишевському ,Каховському.

## Розмноження, спосіб життя
В міру просування на північ терміни відкладання ікри стають пізнішими. У дельті Волги нерест в квітні — травні, а в Куйбишевському водосховищі — в травні — червні.
Після вилуплення личинки живляться дрібним зоопланктоном, а досягнувши довжини 40 мм і більше, переходять на харчування бентосом. Перехід на хиже харчування спостерігається у берша на другому році життя. Основна їжа його: цьогорічки коропових і окуневих риб. Берш більше розміром 15 см харчується виключно рибою. Берш не здатний захоплювати (через відсутність ікол) і заковтувати (вузьке горло) крупну здобич. Розмір жертви коливається від 0,5 до 7,5 см. Рибки 6,0—7,5 см зустрічаються рідко навіть у великих особин (30-40 см). Звичайний розмір жертви — 3—5 см. Берш інтенсивно відгодовується навесні рибами, що перезимували і восени цьогорічками риб, що підросли риб, інтенсивність харчування знижується.